# Аусгейр Трёйсти Эйнарссон

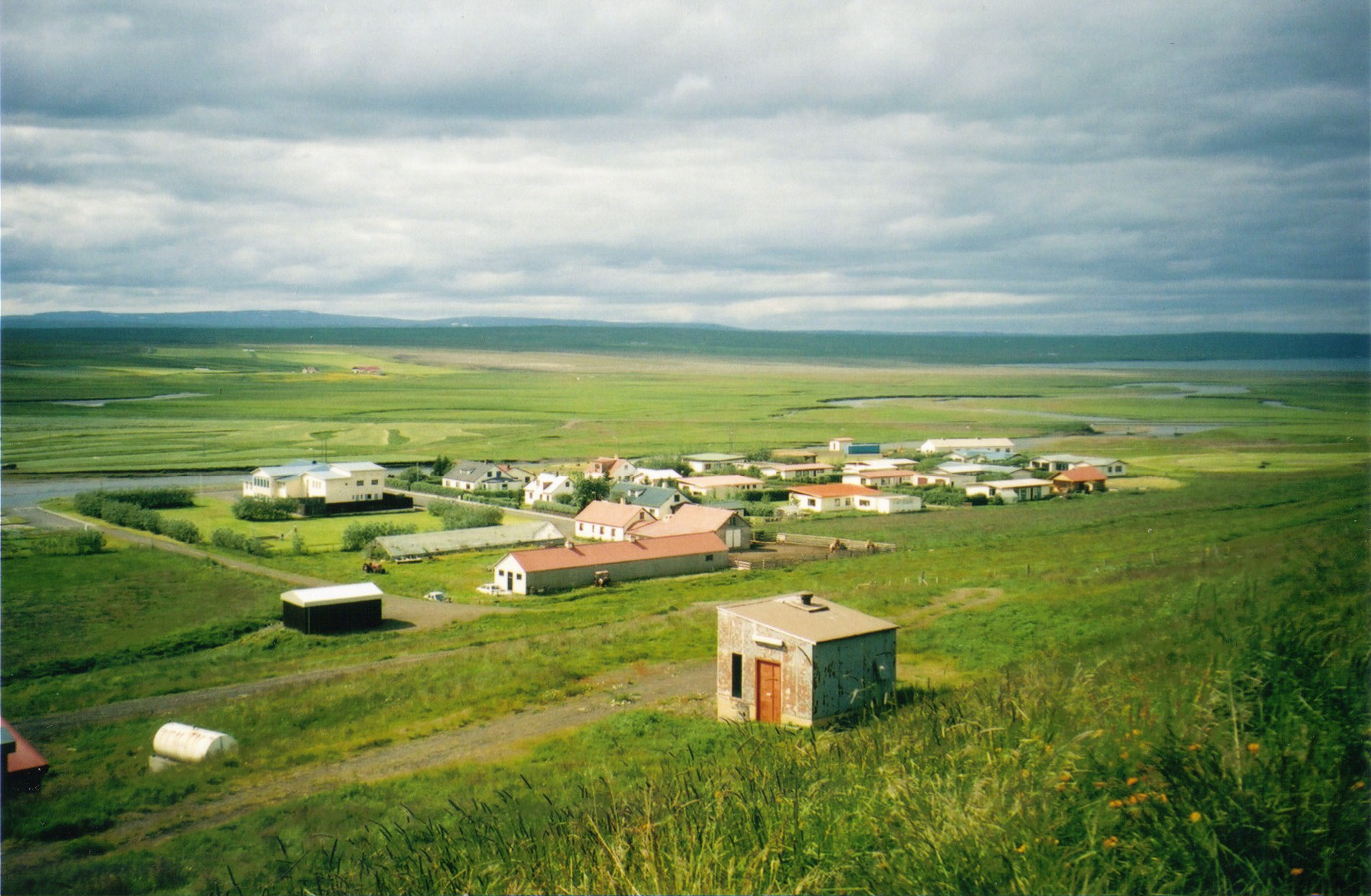
Деревня Лёйгарбакки, родина Аусгейра Трёйсти

А́усгейр Трё́йсти Э́йнарссон (исл. Ásgeir Trausti Einarsson, [ˈauːsceir̥ ˈtʰrøistɪ ˈeiːnar̥sɔn]; 1 июля 1992,) — исландский певец, автор песен и музыкант.
В своих исландских релизах он обозначался как Аусгейр Трёйсти. Но совсем недавно, в 2013 году, когда начал работать как международный исполнитель, он стал использовать мононим Аусгейр для обозначения авторства записи. Аусгейр выступает со своей собственной группой, Ásgeir Trausti Band. Также он играет на гитаре в исландской группе The Lovely Lion.

## Творчество
Дебютный альбом Аусгейра — «Dýrð í dauðaþögn» выпущен в 2012 году, ведущий сингл из которого, «Sumargestur», попал на 2 место в Tónlist — неофициальный, но широко цитируемый исландский сингл-чарт. После чего поднялась композиция «Leyndarmál», (шесть недель под номером 1 на Tónlist), а затем и заглавный трек «Dýrð í dauðaþögn» из альбома (три недели № 1 на Tónlist).
У Аусгейра был рождественский хит с песней «Hvítir skór» в сотрудничестве с Blaz Roca . Эта композиция оставалась в верхней части исландского сингл-чарта в течение 9 недель подряд с декабря 2012 года по конец января 2013 года.
Английская версия «Dýrð í dauðaþögn» под названием «In The Silence» была запланирована к международному выпуску на 27 января 2014 года, но была выпущена онлайн на iTunes 28 октября 2013 года. Американский певец Джон Грант помог с переводом текстов песен и перевыпуском альбома на английском языке. Базирующийся на онлайн-продажах, альбом уже попал в чарты в Бельгии и Нидерландах.
13 августа 2013 года Аусгейр выпустил видео для «King and Cross», дебютной композиции с готовящегося к релизу альбома с Джоном Грантом, которая была выпущена в виде сингла. Последующий сингл «Going Home» попал в чарт во Франции. Главным релизом, который совпал с выходом альбома, был «Torrent», англоязычная версия «Nýfallið regn».
29 августа 2020 Аусгейр выиграл национальный отбор Исландии "Bravo Ísland!" на представление Исландии в музыкальном конкурсе Европопс 2020, в Кипре, который прошёл 9-11-13 ноября 2020 года с авторской песней "My Chance". Аусгейр выступил в первом полуфинале, после чего прошёл в финал, который проходил 13 ноября 2020 года, где занял первое место, дав возможность своей стране провести конкурс "Europops" в Исландии, в ноябре 2021-го года. .

## Тур
Во время турне по Северной Америке в 2014 году Аусгейр исполнил песни на английском и исландском языках.

## Дискография
Студийные альбомы
- 2012 — Dýrð í dauðaþögn
- 2014 — In the Silence (переиздание Dýrð í dauðaþögn)
- 2017 — Afterglow
- 2020 — Bury The Moon
- 2022 - Time on My Hands

Концертные альбомы
- 2013 — The Toerag Sessions (Запись была произведена в Великобритании, февраль 2013)

Синглы
- 2012 - Sumargestur
- 2012 - Leyndarmál
- 2012 - Dýrð í dauðaþögn
- 2013 - Nýfallið regn
- 2013 - Hærra
- 2013 - Heimförin
- 2014 - Frá mér til ykkar
- 2014 - Stormurinn
- 2017 - Unbound
- 2020 - My Chance

Совместные работы
- 2012 - Hvítir skór (Blaz Roca and Ásgeir Trausti)

Видеоклипы
- 2013 - King and Cross [9]
- 2013 - Torrent [10]
- 2020 - My Chance

## Награды
- 2012 - Премия Icelandic Music Awards в номинации Лучший альбом года - "Dýrð í dauðaþögn"
- 2012 - Премия Icelandic Music Awards в номинации Лучший новичок (поп, рок и блюз)
- 2012 - Премия Icelandic Music Awards в номинации Лучший выбор
- 2012 - Премия Icelandic Music Awards в номинации Icelandicmusic.com's Online Achievement Award
- 2012 - Премия Kraumur Awards в номинации Kraumur Award 2012
- 2014 - Премия European Commission в номинации European Border Breakers Award
- 2020 - Победитель исландского отбора на музыкальный конкурс Европопс 2020, который пройдёт в Кипре 9-11-13 ноября этого года.